# Walter Krögner

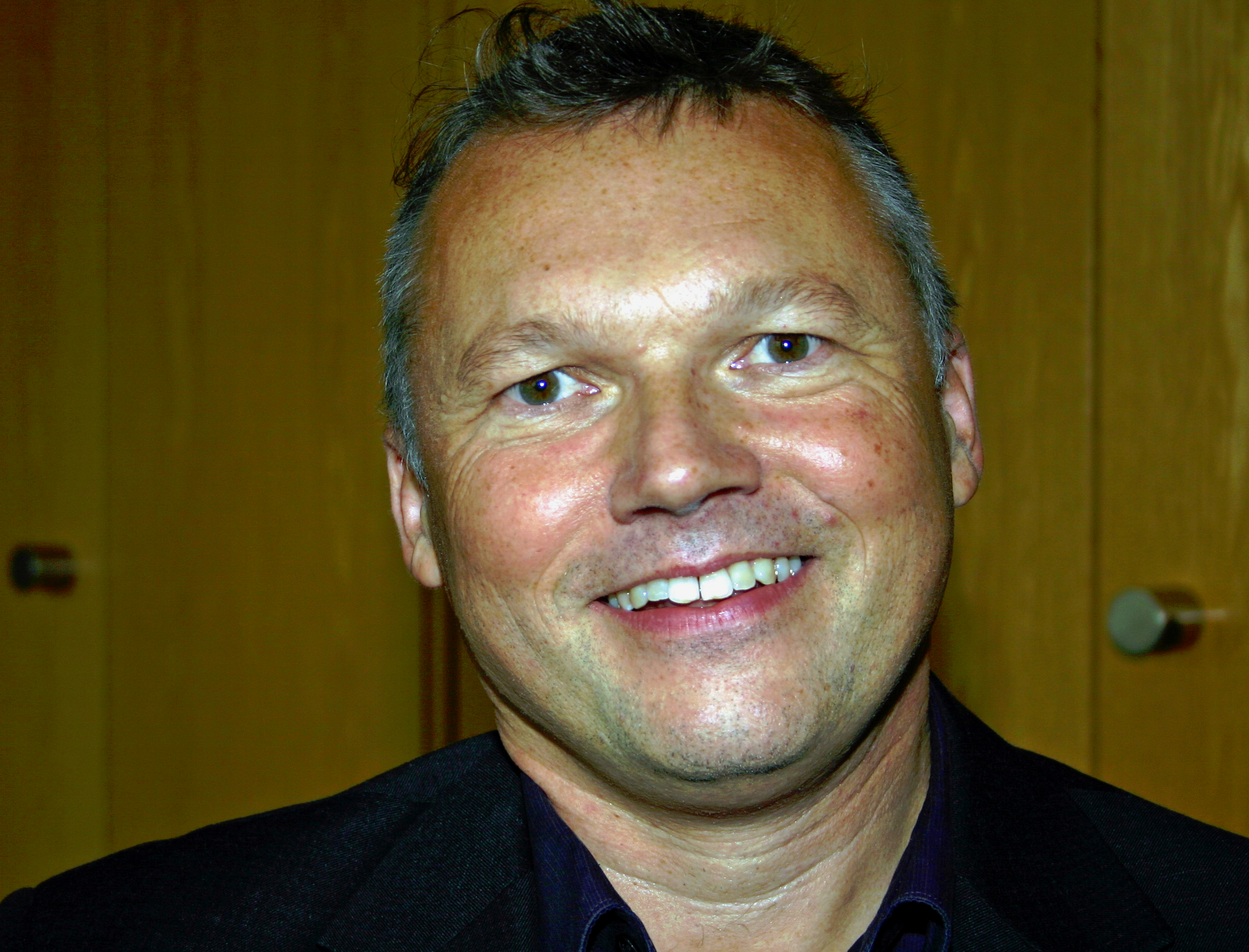
Walter Krögner (2009)

Walter Krögner (* 6. Oktober 1963 in Salzburg) ist ein baden-württembergischer Politiker der SPD.

## Leben und Beruf
Walter Krögner wuchs in Lübeck auf und schloss an der Fachhochschule Weihenstephan ein Studium als Diplom-Ingenieur der Fachrichtung Forstwirtschaft ab.

### Politik
Seit 1999 ist Krögner für die SPD Mitglied des Gemeinderats in Freiburg im Breisgau. Von 2005 bis 2013 war er Vorsitzender des SPD-Kreisverbandes Freiburg und von 1998 bis 2009 war er Vorsitzender des SPD-Ortsvereines Freiburg Ost.
Vom 6. November 2009 bis 30. April 2011 war Krögner Mitglied im Landtag von Baden-Württemberg. Er rückte für den ausscheidenden Abgeordneten Gustav-Adolf Haas in ein Zweitmandat des Wahlkreises Freiburg I nach. Krögner war Mitglied im Wirtschafts- und Petitionsausschuss. Bei den Landtagswahlen 2011 und 2016 trat er erneut im Wahlkreis Freiburg I an, verfehlte jedoch den Wiedereinzug in den Landtag. 2026 tritt er erneut für die SPD im Wahlkreis Freiburg I an.
Er gehört dem Vorstand folgender Organisationen an:
- Mieterverein Regio Freiburg (stellv. Vorsitzender)
- Schutzgemeinschaft Deutscher Wald; Kreisverband Freiburg (Vorstand)
- Aidshilfe Freiburg (Vorsitzender)
- Ortsverband der IG Bauen, Agrar, Umwelt